# シルビアのいる街で
『シルビアのいる街で』（シルビアのいるまちで、En la ciudad de Sylvia）は2007年のスペイン・フランスのドラマ映画。監督はホセ・ルイス・ゲリン、出演はグザヴィエ・ラフィットとピラール・ロペス・デ・アジャラなど。フランスの古都ストラスブールを舞台に、1人の青年がかつて出会った女性の面影を求めて想い出の街をさまよう姿を静謐かつ詩的な音響と映像で描いた斬新且つ野心的な異色作である。
2007年9月5日に第64回ヴェネツィア国際映画祭で初上映された後、第32回トロント国際映画祭や第21回東京国際映画祭などの映画祭で上映される。2008年の東京国際映画祭において、スペインの巨匠ビクトル・エリセ監督が強力に推薦したことで注目を集める。

## ストーリー
ホテルの一室で1人の青年がベッドで考えごとをしている。しばらくして地図を手に街に出かけた青年はカフェで1人の女性客に声をかけるが無視されてしまう。翌日、青年が演劇学校の前のカフェで客たちを眺めながらノートにデッサンをしていると、ガラス越しに1人の美しい女性を見つける。彼女がカフェを後にすると彼は後を追う。街中を延々と歩き続け、市電の中でようやく彼女に声をかけることができた彼は「6年前に会ったシルビアだよね?」と尋ねるが、彼女は人違いだと答え、更に彼が追って来たことを責める。
翌朝、青年はカフェに寄ってから市電の駅に向かい、そこで佇む。彼の目に多くの人々の姿が映り、彼のノートが風にめくられる中、目の前を何本もの市電が通り過ぎて行く。

## キャスト
- 彼: グザヴィエ・ラフィット
- 彼女: ピラール・ロペス・デ・アジャラ
- ターニヤ: ターニア・ツィシー

## 製作
撮影期間は2006年7月17日から同年8月19日まで、ロケーション撮影は物語の舞台であるストラスブールで行なわれた。

## 評価
『Nobody』の結城秀勇は本作を「まるで次第に活性化されていく自らの視覚と聴覚に翻弄されるかのような体験」と評した。『Flowerwild』の石橋今日美は、物語が「あってないようなもの」である点を評価し、また、サウンドの設計が緻密であることを指摘している。
Rotten Tomatoesによれば、批評家の一致した見解は「軽くほろ苦いが深みのあるように見える『シルビアのいる街で』は問題のある要素から視聴者の注意をそらすのに十分なほど魅力的である。」であり、23件の評論のうち高評価は78%にあたる18件で、平均点は10点満点中6.86点となっている。